# Roland de Velville
Sir Roland de Velville (1474 – 25. června 1535) byl zřejmě nemanželský syn anglického krále Jindřicha VII. a „Bretaňské paní“.
V roce 1509 byl jmenován konstáblem z hradu Beaumaris ve Walesu, funkci zastával až do své smrti. Po bitvě u Blackheathu v roce 1497 byl pasován na rytíře. Měl jedinou dceru s manželkou Agnes Griffithovou, Jane Velville, ze které se později stala jedna z tudorovských manželek.